# Stracone dusze
Stracone dusze – amerykański horror filmowy z 2000 roku. Debiut reżyserski polskiego operatora Janusza Kamińskiego.

## Główne role
- Winona Ryder – Maya Larkin
- Ben Chaplin – Peter Kelson
- Sarah Wynter – Claire Van Owen
- Philip Baker Hall – ojciec James
- John Hurt – ojciec Lareaux
- Elias Koteas – John Townsend
- Brian Reddy – ojciec Frank Page
- John Beasley – detektyw Mike Smythe
- John Diehl – Henry Birdson